# Colleton megye
Colleton megye az Amerikai Egyesült Államokban, azon belül Dél-Karolina államban található. Megyeszékhelye és legnagyobb városa Walterboro. Lakosainak száma 38 604 fő (2020. április 1.). Colleton megye Orangeburg, Beaufort, Dorchester, Charleston, Bamberg, Allendale és Hampton megyékkel határos.

## Népesség
A megye népességének változása:
| Lakosok száma | 38 913 | 38 487 | 38 211 | 37 788 | 37 731 | 38 604 |
|               | 2010   | 2011   | 2012   | 2013   | 2015   | 2020   |